# Větrný mlýn v Jalubí
Větrný mlýn v Jalubí je replika původního mlýna holadského typu, která stojí přibližně 800 metrů severně od centra obce v polích.

## Historie
Původní kamenný větrný mlýn byl postaven pravděpodobně kolem roku 1840, první písemné zmínky jsou v pozemkové knize z roku 1879. I se střechou byl vysoký 10,1 metru a jeho vnější průměr byl 7 metrů s tloušťkou stěny 0,7 metru. Od roku 1910 jej vlastnil mlynář Smolka (poslední mlynář na mlýně) a podle něj získal své původní jméno. Zbořen byl v roce 1938.
Roku 2004 se nápad postavit repliku mlýna dostal do investičního programu obce. O rok později se v metrové hloubce našly základy původního mlýna i mlýnský kámen. Nový mlýn byl stavěn s důrazem na co největší autentičnost při výstavbě - dobovým způsobem provádění a s použitím původního materiálu; kámen byl získán roku 2006 z rozebrané staré stodoly v Zahnášovicích.
Stavba repliky začala v létě 2007 a hrubá stavba byla dokončena v prosinci 2008 včetně šindelové střechy a perutí.